# Плей-офф НФЛ 2007/2008
Плей-офф Национальной футбольной лиги сезона 2007 года начался 5 января 2008 года и закончился 3 февраля Супер Боулом XLII в Глендейле, Аризона. Wild-Card матчи прошли 5 и 6 января. Полуфиналы конференций состоялись 12 и 13 января, а финалы Американской и Национальной конференций прошли 20 января.
| Посевы команд |                                           |                                      |
| #             | АФК                                       | НФК                                  |
| 1             | Нью-Ингленд Пэтриотс (победитель Востока) | Даллас Ковбойз (победитель Востока)  |
| 2             | Индианаполис Колтс (победитель Юга)       | Грин Бэй Пэкерз (победитель Севера)  |
| 3             | Сан-Диего Чарджерс (победитель Запада)    | Сиэтл Сихокс (победитель Запада)     |
| 4             | Питтсбург Стилерз (победитель Севера)     | Тампа Бэй Баккэнирс (победитель Юга) |
| 5             | Джексонвиль Джагуарс                      | Нью-Йорк Джайентс                    |
| 6             | Теннеси Тайтанс                           | Вашингтон Рэдскинз                   |

## Плей-офф Wild-Card

### Суббота, 5 января 2008

#### НФК: Сиэтл Сихокс — Вашингтон Рэдскинз 35:14
|          | 1 | 2 | 3 | 4  | Всего |
| -------- | - | - | - | -- | ----- |
| Рэдскинз | 0 | 0 | 0 | 14 | 14    |
| Сихокс   | 7 | 3 | 3 | 22 | 35    |

Квест Филд, Сиэтл (штат Вашингтон)
- Время начала: 4:35 PM EST / 1:35 PM PST / 00:35 (мск)
- Телевещатель: NBC
- Зрителей: 68 297

Изменения в счёте:
- 1-я четверть
  - SEA - Леонард Уивер - 17-ярдовый выносной тачдаун (экстрапоинт Джоша Брауна), 3:45. Драйв: 6 розыгрышей, 45 ярдов, 3:21.
- 2-я четверть
  - SEA - Джош Браун - 50-ярдовый филд-гол, 8:58. Драйв: 5 розыгрышей, 33 ярда, 1:42.
- 3-я четверть
  - SEA - Джош Браун - 33-ярдовый филд-гол, 4:30. Драйв: 8 розыгрышей, 52 ярда, 4:24.
- 4-я четверть
  - WAS - Антуэйн Рэндл Эл - 7-ярдовый тачдаун-пас от Тода Коллинса (экстрапоинт Шона Суишэм). Драйв: 12 розыгрышей, 84 ярда, 4:37.
  - WAS - Сантана Мосс - 30-ярдовый тачдаун-пас от Тода Коллинса (экстрапоинт Шона Суишэм). Драйв: 3 розыгрышей, 42 ярда, 1:19.

#### АФК: Питтсбург Стилерз — Джексонвиль Джагуарз 29:31
|          | 1 | 2  | 3 | 4  | Всего |
| -------- | - | -- | - | -- | ----- |
| Джагуарз | 7 | 14 | 7 | 3  | 31    |
| Стилерз  | 7 | 0  | 3 | 19 | 29    |

Хайнц-филд, Питтсбург (штат Пенсильвания)
- Время начала: 8:15 PM EST / 04:15 (мск)
- Телевещатель: NBC
- Зрителей: 63 629

### Воскресенье, 6 января 2008

#### НФК: Тампа Бэй Баккэнирс — Нью-Йорк Джайентс 14:24
|           | 1 | 2  | 3 | 4 | Всего |
| --------- | - | -- | - | - | ----- |
| Джайентс  | 0 | 14 | 3 | 7 | 24    |
| Баккэнирс | 7 | 0  | 0 | 7 | 14    |

Рэймонд Джеймс Стэдиум, Тампа (штат Флорида)
- Время начала: 1:00 PM EST / 21:00 (мск)
- Телевещатель: FOX
- Зрителей: 65 621

#### АФК: Сан-Диего Чарджерз — Теннеси Тайтанс 17:6
|          | 1 | 2 | 3  | 4 | Всего |
| -------- | - | - | -- | - | ----- |
| Тайтанс  | 3 | 3 | 0  | 0 | 6     |
| Чарджерз | 0 | 0 | 10 | 7 | 17    |

Куалком Стэдиум, Сан-Диего (штат Калифорния)
- Время начала: 4:30 PM EST / 00:30 (мск)
- Телевещатель: CBS
- Зрителей: 65 430